# Enrique Etcheverry
José Enrique Etcheverry Mendoza (Melo, Cerro Largo, 10 de mayo de 1996) es un futbolista uruguayo. Juega de pivote, lateral e interior por ambas bandas y su equipo actual es el Club Atlético Villa Teresa de la Primera División Amateur de Uruguay.

## Trayectoria
Comenzó a jugar al fútbol en Artigas Sportivo Club, equipo de su ciudad natal Melo, estuvo hasta los 14 años y se mudó a la capital de país. Realizó su formación juvenil en Defensor Sporting, escaló en las diferentes categorías hasta llegar a Primera.
Debutó como profesional el 15 de diciembre de 2013, el entrenador Fernando Curutchet lo hizo ingresar al minuto 73 por Juan Amado, enfrentaron a River Plate y empataron 1-1 en el Franzini.
El 1 de abril de 2014 tuvo su debut internacional de clubes, por Copa Libertadores, ingresó en el transcurso del partido contra Real Garcilaso y ganaron 0-2. Ese año tuvieron el mejor desempeño de la historia del club a nivel internacional, llegaron a semifinales.
Para la temporada 2014-15 alternó entre la sub-19 y Tercera del club. En la 2015-16 estuvo con Tercera División la primera mitad de temporada.
En búsqueda de minutos como profesional, fue cedido a Boston River a mediados de 2016, en lo que fue el primer año en la máxima categoría del fútbol uruguayo del club. Fue un campeonato especial de transición de una sola rueda, lograron el quinto lugar y la clasificación a Copa Sudamericana. Al año siguiente tuvo gran participación, en la Sudamericana 2017 jugó 3 partidos, en el plano local disputó 22 encuentros y anotó 1 gol. En 2018 fue irregular debido a una serie de lesiones, estuvo presente en 16 oportunidades. 
Volvió a ser cedido en 2019, esta vez a Cerro Largo, fue protagonista y defendió el club en 22 ocasiones, por lesión se perdió unos partidos. En 2020 finalizó el préstamo con Defensor Sporting, pero también su contrato con la Violeta, por lo que su ficha fue adquirida por Cerro Largo. En los 2 primeros partidos del año fue el capitán, jugaron un play-off contra Palestino por Copa Libertadores pero no lograron la clasificación. Por lesión jugó 15 partidos en todo el campeonato uruguayo. Al año siguiente bajó su participación, jugó 5 partidos en la primera mitad del año.
Priorizó la posibilidad de tener minutos, por lo que no renovó contrato con Cerro Largo y firmó con Central Español, para jugar en Segunda División. En 2021 disputó 12 partidos y 15 en 2022. Mostró buen nivel y en 2023 regresó a Cerro Largo. No tuvo los minutos deseados, solo jugó 1 partido en la primera mitad del año.
Fue transferido al exterior por primera vez en julio de 2023, firmó con Nueva Chicago. En 2024 fichó por Moca y disputó 17 partidos con el club dominicano.
En el segundo semestre de 2024 regresó a Uruguay y tuvo un paso por Rampla Juniors. En 2025 fue fichado por Villa Teresa.

## Selección nacional
Ha sido internacional con la selección de fútbol de Uruguay en las categorías juveniles sub-17 y sub-20.
Debutó con la Celeste el 17 de octubre de 2012, fue en un amistoso sub-17 contra Chile, ganaron 6-0.
Fue convocado por Fabián Coito para el Sudamericano Sub-17 del 2013, tuvo buena participación, jugó 7 partidos, culminaron en cuarto puesto y clasificaron a la Copa Mundial.
Fue citado para jugar el Mundial Sub-17 del 2013, estuvo presente en 4 partidos y quedaron eliminados en cuartos de final.
En el 2014 fue parte del proceso de la selección sub-20, conducida por Coito. Debutó en la categoría el 15 de abril, en un amistoso ante Chile en el Domingo Burgueño de Maldonado, ingresó al minuto 80 por Luciano Domínguez y ganaron 3-0.
El 3 de enero de 2015 fue seleccionado para defender a Uruguay en el Campeonato Sudamericano Sub-20. Disputó un partido, lograron el tercer puesto y clasificaron a la Copa Mundial.
Fue confirmado el 14 de mayo para jugar la Copa Mundial Sub-20 de Nueva Zelanda. No tuvo minutos y Uruguay quedó eliminado en octavos de final por penales contra Brasil.
En su paso por la selección compartió plantel con jugadores como Nahitan Nández, Gastón Pereiro, Mauricio Lemos y Mauro Arambarri.

#### Participaciones en juveniles
| Competición                            | Sede                   | Resultado        | Partidos | Goles |
| -------------------------------------- | ---------------------- | ---------------- | -------- | ----- |
| Campeonato Sudamericano Sub-17 de 2013 | Argentina              | Cuarto puesto    | 7        | 0     |
| Copa Mundial Sub-17 de 2013            | Emiratos Árabes Unidos | Cuartos de final | 4        | 0     |
| Campeonato Sudamericano Sub-20 de 2015 | Uruguay                | Tercer puesto    | 1        | 0     |
| Copa Mundial Sub-20 de 2015            | Nueva Zelanda          | Octavos de final | 0        | 0     |

| Detalle de partidos con la sub-20 | Detalle de partidos con la sub-20 | Detalle de partidos con la sub-20 | Detalle de partidos con la sub-20 | Detalle de partidos con la sub-20  | Detalle de partidos con la sub-20      | Detalle de partidos con la sub-20 | Detalle de partidos con la sub-20 | Detalle de partidos con la sub-20                            | Detalle de partidos con la sub-20 |
| N.º                               | Rival                             | Resultado                         | Fecha                             | Lugar                              | Competencia                            | Goles                             | Asistencias                       | Ref.                                                         |                                   |
| --------------------------------- | --------------------------------- | --------------------------------- | --------------------------------- | ---------------------------------- | -------------------------------------- | --------------------------------- | --------------------------------- | ------------------------------------------------------------ | --------------------------------- |
| 1                                 | Chile                             | 3:0 (1:0)                         | 15 de abril de 2014               | Maldonado · Uruguay                | Amistoso                               | -                                 | -                                 | 1                                                            |                                   |
| 2                                 | Chile                             | 1:1 (0:1)                         | 17 de abril de 2014               | Montevideo · Uruguay               | Amistoso                               | 90+2'                             | -                                 | 2                                                            |                                   |
| 3                                 | Perú                              | 1:0 (1:0)                         | 4 de agosto de 2014               | Lima · Perú                        | Amistoso                               | -                                 | -                                 | 3                                                            |                                   |
| 4                                 | Perú                              | 1:2 (0:0)                         | 22 de septiembre de 2014          | Montevideo · Uruguay               | Amistoso                               | -                                 | -                                 | 4                                                            |                                   |
| 5                                 | Federación Gaúcha                 | 2:1 (1:0)                         | 11 de noviembre de 2014           | Maldonado · Uruguay                | Amistoso                               | -                                 | -                                 | 5                                                            |                                   |
| 6                                 | Perú                              | 1:3 (0:2)                         | 24 de noviembre de 2014           | Asunción Paraguay                  | Amistoso Cuadrangular internacional    | -                                 | -                                 | 6                                                            |                                   |
| 7                                 | Paraguay                          | 1:0 (0:0)                         | 26 de noviembre de 2014           | Asunción Paraguay                  | Amistoso Cuadrangular internacional    | -                                 | -                                 | 7                                                            |                                   |
| 8                                 | Panamá                            | 0:2 (0:2)                         | 28 de noviembre de 2014           | Asunción Paraguay                  | Amistoso Cuadrangular internacional    | -                                 | -                                 | 8                                                            |                                   |
| 9                                 | Venezuela                         | 0:1 (0:1)                         | 23 de enero de 2015               | Maldonado · Uruguay                | Campeonato Sudamericano Fase de grupos | -                                 | -                                 | 9                                                            |                                   |
| 10                                | Francia                           | 1:1 (1:0)                         | 26 de marzo de 2015               | Clairefontaine-en-Yvelines Francia | Amistoso                               | -                                 | -                                 | 10 Archivado el 23 de septiembre de 2015 en Wayback Machine. |                                   |
| 11                                | Uzbekistán                        | 0:1 (0:1)                         | 29 de marzo de 2015               | Coímbra Portugal                   | Amistoso                               | -                                 | -                                 | 11 Archivado el 30 de marzo de 2016 en Wayback Machine.      |                                   |
| 12                                | Honduras                          | 1:2 (0:1)                         | 11 de mayo de 2015                | Maldonado · Uruguay                | Amistoso                               | -                                 | -                                 | 12                                                           |                                   |
| 13                                | Panamá                            | 0:1 (0:0)                         | 20 de mayo de 2015                | Hamilton Nueva Zelanda             | Amistoso                               | -                                 | -                                 | 13                                                           |                                   |
| 14                                | Ucrania                           | 2:1 (0:0)                         | 24 de mayo de 2015                | Auckland Nueva Zelanda             | Amistoso                               | -                                 | -                                 | 14                                                           |                                   |

## Estadísticas

### Clubes
Actualizado al último partido disputado el 1 de noviembre de 2024.
| Club                              | Div.          | Temporada     | Liga  | Liga  | Liga   | Copas nacionales | Copas nacionales | Copas nacionales | Copas internacionales | Copas internacionales | Copas internacionales | Total | Total | Total  |
| Club                              | Div.          | Temporada     | Part. | Goles | Asist. | Part.            | Goles            | Asist.           | Part.                 | Goles                 | Asist.                | Part. | Goles | Asist. |
| --------------------------------- | ------------- | ------------- | ----- | ----- | ------ | ---------------- | ---------------- | ---------------- | --------------------- | --------------------- | --------------------- | ----- | ----- | ------ |
| Defensor Sporting C. · Uruguay    | 1.ª           | 2013-14       | 2     | 0     | 0      | —                | —                | —                | 2                     | 0                     | 0                     | 4     | 0     | 0      |
| Defensor Sporting C. · Uruguay    | Total club    | Total club    | 2     | 0     | 0      | 0                | 0                | 0                | 2                     | 0                     | 0                     | 4     | 0     | 0      |
| C. A. Boston River · Uruguay      | 1.ª           | 2016          | 6     | 0     | 0      | —                | —                | —                | —                     | —                     | —                     | 6     | 0     | 0      |
| C. A. Boston River · Uruguay      | 1.ª           | 2017          | 22    | 1     | 1      | —                | —                | —                | 3                     | 0                     | 1                     | 25    | 1     | 2      |
| C. A. Boston River · Uruguay      | 1.ª           | 2018          | 15    | 0     | 1      | —                | —                | —                | 1                     | 0                     | 0                     | 16    | 0     | 1      |
| C. A. Boston River · Uruguay      | Total club    | Total club    | 43    | 1     | 2      | 0                | 0                | 0                | 4                     | 0                     | 1                     | 47    | 1     | 3      |
| Cerro Largo F. C. · Uruguay       | 1.ª           | 2019          | 22    | 0     | 2      | —                | —                | —                | —                     | —                     | —                     | 22    | 0     | 2      |
| Cerro Largo F. C. · Uruguay       | 1.ª           | 2020          | 15    | 0     | 0      | —                | —                | —                | 2                     | 0                     | 0                     | 17    | 0     | 0      |
| Cerro Largo F. C. · Uruguay       | 1.ª           | 2021          | 3     | 0     | 0      | —                | —                | —                | 2                     | 0                     | 0                     | 5     | 0     | 0      |
| Cerro Largo F. C. · Uruguay       | Subtotal club | Subtotal club | 40    | 0     | 2      | 0                | 0                | 0                | 4                     | 0                     | 0                     | 44    | 0     | 2      |
| Central Español F. C. · Uruguay   | 2.ª           | 2021          | 12    | 0     | 0      | —                | —                | —                | —                     | —                     | —                     | 12    | 0     | 0      |
| Central Español F. C. · Uruguay   | 2.ª           | 2022          | 15    | 0     | 0      | -                | -                | -                | —                     | —                     | —                     | 15    | 0     | 0      |
| Central Español F. C. · Uruguay   | Total club    | Total club    | 27    | 0     | 0      | 0                | 0                | 0                | 0                     | 0                     | 0                     | 27    | 0     | 0      |
| Cerro Largo F. C. · Uruguay       | 1.ª           | 2023          | 1     | 0     | 0      | -                | -                | -                | —                     | —                     | —                     | 1     | 0     | 0      |
| Cerro Largo F. C. · Uruguay       | Total club    | Total club    | 41    | 0     | 2      | 0                | 0                | 0                | 4                     | 0                     | 0                     | 45    | 0     | 2      |
| C. A. Nueva Chicago Argentina     | 2.ª           | 2023          | 1     | 0     | 0      | -                | -                | -                | —                     | —                     | —                     | 1     | 0     | 0      |
| C. A. Nueva Chicago Argentina     | Total club    | Total club    | 1     | 0     | 0      | 0                | 0                | 0                | 0                     | 0                     | 0                     | 1     | 0     | 0      |
| Moca F. C. · República Dominicana | 1.ª           | 2024          | 15    | 1     | 1      | —                | —                | —                | 2                     | 0                     | 0                     | 17    | 1     | 1      |
| Moca F. C. · República Dominicana | Total club    | Total club    | 15    | 1     | 1      | 0                | 0                | 0                | 2                     | 0                     | 0                     | 17    | 1     | 1      |
| Rampla Juniors F. C. · Uruguay    | 1.ª           | 2024          | 5     | 0     | 0      | -                | -                | -                | —                     | —                     | —                     | 5     | 0     | 0      |
| Rampla Juniors F. C. · Uruguay    | Total club    | Total club    | 5     | 0     | 0      | 0                | 0                | 0                | 0                     | 0                     | 0                     | 5     | 0     | 0      |
| C. A. Villa Teresa · Uruguay      | 3.ª           | 2025          | 0     | 0     | 0      | -                | -                | -                | —                     | —                     | —                     | 0     | 0     | 0      |
| C. A. Villa Teresa · Uruguay      | Total club    | Total club    | 0     | 0     | 0      | 0                | 0                | 0                | 0                     | 0                     | 0                     | 0     | 0     | 0      |
| Total carrera                     | Total carrera | Total carrera | 134   | 2     | 5      | 0                | 0                | 0                | 12                    | 0                     | 1                     | 146   | 2     | 6      |
| 1.                                |               |               |       |       |        |                  |                  |                  |                       |                       |                       |       |       |        |

### Selección
Actualizado al último partido disputado el 11 de junio de 2015.
| Selección         | Temporada         | Continental | Continental | Continental | Mundial | Mundial | Mundial | Amistosos | Amistosos | Amistosos | Total | Total | Total  |
| Selección         | Temporada         | Part.       | Goles       | Asist.      | Part.   | Goles   | Asist.  | Part.     | Goles     | Asist.    | Part. | Goles | Asist. |
| ----------------- | ----------------- | ----------- | ----------- | ----------- | ------- | ------- | ------- | --------- | --------- | --------- | ----- | ----- | ------ |
| Sub-17 · Uruguay  | 2012              | —           | —           | —           | —       | —       | —       | ?         | ?         | ?         | 0     | 0     | 0      |
| Sub-17 · Uruguay  | 2013              | 7           | 0           | 0           | 4       | 0       | 0       | ?         | ?         | ?         | 11    | 0     | 0      |
| Sub-17 · Uruguay  | Total sel.        | 7           | 0           | 0           | 4       | 0       | 0       | 18        | 1         | 0         | 29    | 1     | 0      |
| Sub-20 · Uruguay  | 2014              | —           | —           | —           | —       | —       | —       | 8         | 0         | 0         | 8     | 0     | 0      |
| Sub-20 · Uruguay  | 2015              | 1           | 0           | 0           | 0       | 0       | 0       | 5         | 0         | 0         | 6     | 0     | 0      |
| Sub-20 · Uruguay  | Total sel.        | 1           | 0           | 0           | 0       | 0       | 0       | 13        | 0         | 0         | 14    | 0     | 0      |
| Total selecciones | Total selecciones | 8           | 0           | 0           | 4       | 0       | 0       | 21        | 1         | 0         | 43    | 1     | 0      |
| 1. 2.             |                   |             |             |             |         |         |         |           |           |           |       |       |        |